# 12294 Avogadro
För andra betydelser, se Avogadro.
12294 Avogadro eller 1991 PQ2 är en asteroid i huvudbältet som upptäcktes den 2 augusti 1991 av den belgiske astronomen Eric W. Elst vid La Silla-observatoriet. Den är uppkallad efter den italienske fysikern och kemisten Amadeo Avogadro.
Asteroiden har en diameter på ungefär 4 kilometer.